# William Vollie Alexander
William Vollie „Bill“ Alexander Jr. (* 16. Januar 1934 in Memphis, Tennessee) ist ein US-amerikanischer Politiker der Demokratischen Partei. Von 1969 bis 1993 vertrat er Arkansas im Repräsentantenhaus der Vereinigten Staaten.
Alexander besuchte bis 1951 die High School in Osceola und studierte anschließend an der University of Arkansas. Am Rhodes College in Memphis erhielt er 1957 seinen Bachelor of Arts (B.A.). Sein Studium der Rechtswissenschaften schloss er 1960 an der Vanderbilt University in Nashville ab. Von 1969 bis 1993 war Alexander für die Demokratische Partei Abgeordneter im Repräsentantenhaus der Vereinigten Staaten und vertrat dort den ersten Kongresswahlbezirk von Arkansas. Er war zuletzt stellvertretender Whip der Demokraten. Den Wahlkreis hatte er gegen den Republikaner Guy Newcomb gewonnen und ging aus den meisten der folgenden Wahlen in dem dann deutlich von den Demokraten bestimmten Wahlbezirk jeweils mit großem Vorsprung (Stimmanteil: 65 %) vor seinen Gegenkandidaten als Sieger hervor. Danach wurde er von seiner Partei nicht für eine weitere Kandidatur nominiert. Heute lebt Alexander in Osceola.